# Pseuderucaria clavata
Pseuderucaria clavata là một loài thực vật có hoa trong họ Cải. Loài này được (Boiss. & Reut.) O.E. Schulz miêu tả khoa học đầu tiên năm 1916.